# القوس الشمالي
القوس الشمالي أو لمدا الرامي Lambda Sagittarii اسمه التقليدي Kaus Borealis مشتق من الاسم العربي. وهو نجم مزدوج في كوكبة الرامي.
وهو عملاق برتقالي ينتمي إلى الفئة الطيفية K وهو حالياً في مرحلة اندمج نووي الهيليوم إلى كربون وأكسجين ضمن نواته. وكتله تساوي 2.3 ضعف من كتلة الشمس وضياءه 52 ضعف من ضياء الشمس ونصف قطره يساوي 11 ضعف نصف قطر الشمس. ويحتجب أحياناً بالقمر ونادراً بالكواكب